# Juan Carlos Cosarinsky
Juan Carlos "Flaco" Cosarinsky (Ensenada Grande, San Cosme, provincia de Corrientes, Argentina; 21 de agosto de 1948-Ciudad de Corrientes; 7 de julio de 2018) fue un locutor, conductor, animador y productor argentino. Se lo reconoce también como uno de los pioneros de los festivales de chamamé y folclore como así también de la música tropical en la provincia de Corrientes.

## Carrera
Descendiente de familia judía, en sus inicios y su paso por Buenos Aires, llegó a ser uno de los vendedores de la casa de electrodomésticos más grandes de la provincia. También en la localidad de Liniers se dedicó a la venta de perchas. También se dedicó a las actividades de cartonero, lustra botas y vendedor de naranjas. Luego comenzó su carrera de presentador de peñas.
Cosarinsky fue un reconocido locutor y presentador con más de cincuenta años de labor en la provincia de Corrientes de la que fue la voz de la cumbia, el chamamé y el carnaval de esa provincia. Como productor fue el portavoz de grandes personalidades de la música como Chango Nieto, Mercedes Sosa, Horacio Guaraní, Aldo Monges, Daniel Toro, Carlos Torres Vila, Julio Mahárbiz y Los Tucu Tucu. Fue el inventor de  El País le canta a Corrientes donde cumplió el labor de conductor de música folclórica.
Junto a Pedro Celestino Ranalletti, Daniel "Yacaré" Aguirre, Paquito Aranda y otros chamameceros, fue el creador de El festival nacional del Chamamé.
Fue uno de los responsables, junto con los productores y empresarios de la música tropical Carlos Pacalo Dip y Natalio Aides, de traer al cantante Luis Miguel a cantar a la provincia cuando este tenía apenas 13 años de edad. También presentó a Sandro, Los del Fuego, Sergio Denis y Dyango.
En 1992 comenzó a hacer un programa de televisión que se llamaba "A toda cumbia", en principio, pero después lo renombró como "A todo ritmo" con el propósito de ampliar el abanico de artistas que no solamente sean de cumbia. 
También se dedicó al canto y a la guitarra interpretando generalmente el género del folclore. Condujo varios programas de radio y televisión. También por más 26 años, acompañó a la celebración de los Carnavales Barriales y oficiales a lo de largo de la ciudad capital de la provincia, acompañado de otros locutores y referentes de medios locales.

## Vida privada
Se casó a los 18 años de edad con una mujer fuera del ambiente con quien tuvo dos hijas, siguiendo faceta artística se separa de este primero matrimonio. Luego más adelante tuvo 3 hijos más con otras parejas. 
También fue abuelo de 5 nietos, Gastón, Cecilia, Juan, Camila, Bautista. 
También tuvo bisnietos, Mya Siara, Eluney Irupe
. 

## Fallecimiento
El "Flaco" Cosarinsky, falleció el sábado 7 de julio de 2018 tras permanecer internado en el área de emergencias del Hospital Escuela de la capital correntina, tras dispararse de manera autoinflingida en la cabeza. Cosarinsky en un momento determinado, fue al baño y allí se efectuó un disparo de un arma de fuego de calibre 22 en la cabeza. Con 69 años Juan Carlos "El Flaco" Cosarinsky, deja marcada una gran trayectoria, no solo en los medios, sino también en la cultura Correntina, siendo así un icono y referente para todos.